# Discografia di Mami Kawada
Questa è la discografia della cantante di I've Sound Mami Kawada.

## Album studio
| Anno | Titolo                                                                 | Classifica Oricon | Classifica Oricon | Fonti |
| Anno | Titolo                                                                 | Posizione         | Settimane         | Fonti |
| ---- | ---------------------------------------------------------------------- | ----------------- | ----------------- | ----- |
| 2006 | Seed - Etichetta: Geneon (GNCA-1081) - Pubblicato il: 29 marzo 2006    | #12               | 5                 | [ 1 ] |
| 2008 | Savia - Etichetta: Geneon (GNCV-1001) - Pubblicato il: 26 marzo 2008   | #15               | 5                 | [ 2 ] |
| 2010 | Linkage - Etichetta: Geneon (GNCV-1017) - Pubblicato il: 24 marzo 2010 | #26               | 4                 | [ 3 ] |

## Singoli
| Anno | Titolo                                | Classifica Oricon | Classifica Oricon | Album             | Brano utilizzato in                                          | Fonti  |
| Anno | Titolo                                | Posizione         | Settimane         | Album             | Brano utilizzato in                                          | Fonti  |
| ---- | ------------------------------------- | ----------------- | ----------------- | ----------------- | ------------------------------------------------------------ | ------ |
| 2002 | "Shooting Star"                       | #62               | 6                 | —                 | Onegai Teacher                                               | [ 4 ]  |
| 2003 | "Second Flight"                       | #15               | 16                | —                 | Onegai Twins                                                 | [ 5 ]  |
| 2005 | "Radiance/Chi ni Kaeru: On the Earth" | #19               | 9                 | Seed              | Starship Operators                                           | [ 6 ]  |
| 2005 | "Hishoku no Sora"                     | #11               | 18                | Seed              | Shakugan no Shana                                            | [ 7 ]  |
| 2006 | "Face of Fact (Resolution Ver.)"      | #21               | 7                 | Seed              | Baldr Force EXE Resolution OVA                               | [ 8 ]  |
| 2007 | "Akai Namida/Beehive"                 | #21               | 4                 | Savia             | Gekijouban Shakugan no Shana                                 | [ 9 ]  |
| 2007 | "Get My Way!"                         | #27               | 5                 | Savia             | Hayate the Combat Butler                                     | [ 10 ] |
| 2007 | Joint                                 | #9                | 19                | Savia             | Shakugan no Shana II (Second)                                | [ 11 ] |
| 2008 | "PSI-Missing"                         | #14               | 14                | Linkage           | A Certain Magical Index                                      | [ 12 ] |
| 2009 | "Masterpiece"                         | #12               | 9                 | Linkage           | A Certain Magical Index                                      | [ 13 ] |
| 2009 | "L'Oiseau bleu"                       | #113              | 1                 | —                 | —                                                            | [ 14 ] |
| 2009 | "Prophecy"                            | #34               | 3                 | Linkage           | Shakugan no Shana S                                          | [ 15 ] |
| 2010 | "No Buts!"                            | #6                | 7                 | Square the Circle | A Certain Magical Index II                                   | [ 16 ] |
| 2011 | "See Visions"                         | #14               | —                 | Square the Circle | A Certain Magical Index II                                   | —      |
| 2012 | "Serment"                             | #16               | 5                 | Square the Circle | Shakugan no Shana III FINAL                                  | —      |
| 2012 | "Borderland"                          | #12               | 7                 | —                 | Jormungand                                                   | [ 17 ] |
| 2013 | "Fixed Star"                          | —                 | —                 | —                 | A Certain Magical Index: The Movie －The Miracle of Endymion | —      |

## Contributi alle compilation diI've Sound
| Anno | Tracce | Album                                                              |
| ---- | --- | ------------------------------------------------------------------ |
| 2003 | "I pray to stop my cry -little sea style-" | I've Girls Compilation Vol.4 "LAMENT"                              |
| 2003 | "Wind and Wander" "Kaze to Kimi wo Daite" | I've Girls Compilation Vol.5 "OUT FLOW"                            |
| 2004 | "Onaji Sora no Shita de ~Mixed Up UETSU MIU x Rich style~"                                                                                            | Mixed Up                                                           |
| 2005 | "IMMORAL" "eclipse" | I've Girls Compilation Vol.6 "COLLECTIVE"                          |
| 2007 | "Lythrum" | I've Mania Tracks Vol.I                                            |
| 2008 | "TRILL (Shiva Joerg remix)" "IMMORAL (SORMA No.1 remix)" "radiance (JOYBASU remix)"                                                                   | Master Groove Circle                                               |
| 2008 | "RIDE" "Days of promise" "Birthday eve" | The Front Line Covers                                              |
| 2009 | "L'Oiseau bleu" "Kaze to Kimi wo Daite -I'VE in BUDOKAN 2009 Live ver.-" "L'Oiseau bleu" "L'Oiseau bleu PV" "「Departed to the future」Chapter1:MAMI" | I've Sound 10th Anniversary: Departed to the future Special CD Box |
| 2009 | "PSI-missing (DJ Shiva Joerg remix)" "jellyfish (MAZDA a.k.a. SHINE6 remix)"                                                                          | Master Groove Circle 2                                             |
| 2010 | "Vacillate" "platinum" "For our days" "dilemma" "melty snow" "EXTRACT: The truth in me"                                                               | I've Girls Compilation Vol.7 "EXTRACT"                             |

## Mami Kawada First Live Tour 2006 'Seed' Pamphlet CD
1. ROOTS OF ROOTS
Composizione: Tomoyuki Nakazawa
Arrangiamento: Tomoyuki Nakazawa
2. CARPE DIEM
Composizione: Tomoyuki Nakazawa, Mami Kawada
Arrangiamento: Tomoyuki Nakazawa, Takeshi Ozaki
Testi: Mami Kawada

## I've Special Unit
1. "See You" -Chiisana Eien- (～小さな永遠～) (P.V ver.) (pubblicato il 5 settembre 2003)
2. "Fair Heaven" (pubblicato il 30 luglio 2005)
3. "Tenjou wo Kakeru Monotachi (天壌を翔る者たち) (interpretato come Love Planet Five) (pubblicato il 4 aprile 2007)

## Healing Leaf (Mami Kawada & Eiko Shimamiya)
1. Ame ni Utau Ballad (雨に歌う譚詩曲?) (Ame ni Utau Ballad ~A rainbow after the rain~) (pubblicato il 1º febbraio 2002)
2. Akikaze ni Kimi wo Omou (秋風に君を想ふ?) (Sigla di chiusura in Hajirahi) (pubblicato il 20 settembre 2002)
3. Slow Step (Sigla di apertura in Slow Step ～初めての恋愛～) (pubblicato il 24 dicembre 2004)

## DVDs

### Mami Kawada First Live Tour 2006 “SEED” LIVE&LIFE vol.1
1. IMMORAL
2. radiance
3. Asu e no Namida (明日への涙?)
4. I pray to stop my cry -little sea style-
5. Hirusagari no Gogo (昼下がりの午後?)
6. undelete
7. Kanashimi no Mori (悲しみの森?)
8. Not Fill
9. roots
10. Hishoku no Sora (緋色の空?)
11. eclipse
12. you give
13. another planet ~twilight~
14. seed
15. CARPE DIEM
16. precious

### Mami Kawada Live Tour 2008 “SAVIA” LIVE&LIFE vol.2
1. JOINT
2. Beehive
3. TRILL
4. For our days
5. Saigo no Yakusoku (最後の約束?)
6. Akai Namida (赤い涙?)
7. HISUI (翡翠?)
8. sense
9. triangle
10. intron tone
11. Hishoku no Sora (緋色の空?)
12. portamento
13. Kaze to Kimi wo Daite (風と君を抱いて?)
14. Get my way!
15. DREAM
16. Aozora to Taiyou (青空と太陽?)

## Altri brani
1. Kaze to Kimi wo Daite (風と君を抱いて?) (da Miss You) (pubblicato il 22 novembre 2001)
2. I pray to stop my cry -little sea style- (Image Song da Ryoujoku Chikan Jigoku) (pubblicato il 22 febbraio 2002)
3. Wind and Wander (Sigla di apertura in Silvern ～Gin no Tsuki, Mayoi no Mori～) (pubblicato il 12 luglio 2002)
4. Dakishimete Itooshiku Utsukushiku (抱きしめて 愛おしく 美しく?) (Sigla di apertura in Tearful Eyes ~Anata Shikainai~) (pubblicato il 6 settembre 2002)
5. Tiny Days (Onegai Teacher Vocal Album Stokesia) (pubblicato il 25 ottobre 2002)
6. magnolia (da ...SPLIT) (pubblicato il 10 gennaio 2003)
7. RAGE (interpretata come I've diva nell'album verve-circle 001 beyond the underground groove) (pubblicato il 26 febbraio 2003)
8. Lythrum (Sigla di apertura in Giboshimai SLG) (pubblicato il 16 maggio 2003)
9. RAGE (GMS Remix) (dall'album verve-circle Psychedelic Trance Edition -Nature & ReNature-) (pubblicato il 25 febbraio 2004)
10. Lost Shadow (sigla di chiusura in Silent Half) (pubblicato il 27 febbraio 2004)
11. IMMORAL (sigla di apertura in IMMORAL) (pubblicato il 25 giugno 2004)
12. eclipse (sigla di apertura in Ringetsu) (pubblicato il 6 agosto 2004)
13. Onaji Sora no Shita de ~Mixed Up UETSU MIU x Rich style~ (同じ空の下で?) (da MIXED UP) (pubblicato il 29 dicembre 2004)
14. Vacillate (sigla di apertura in Futari no Aniyome) (pubblicato il 29 settembre 2005)
15. eclipse -UETSU MIU style- (TSUMAMIX VOCAL COLLECTION) (pubblicato il 24 marzo 2006)
16. The Maze (sigla di apertura in Double Solid) (pubblicato l'8 dicembre 2006)
17. melty snow (sigla di apertura in Aneimo 2 ~Second Stage~) (pubblicato il 27 aprile 2007)
18. seduce (sigla di apertura in Shakkin Shimai) (pubblicato il 27 aprile 2007)
19. For our days (sigla di apertura in Soshite Asu no Sekai Yori) (pubblicato il 22 novembre 2007)
20. return to that place (sigla di chiusura in Soshite Asu no Sekai Yori) (pubblicato il 22 novembre 2007)
21. My Friend (sigla di chiusura in Nanoha StrikerS Soundstage X) (pubblicato il 15 agosto 2008)
22. platinum (sigla di apertura in Mechamimi) (pubblicato il 31 luglio 2009)
23. INITIATIVE (brano presente in Koi to senkyo to chocolate, 2010)
24. dilemma (brano presente in White Rabbits: Wagamama Twin Tail) (pubblicato il 24 settembre 2010 - Incluso nel I've Girls Compilation 7th EXTRACT)
25. as×sist ~Amae Benata Watashi Nari Ni~ (sigla di apertura in Amaekata wa kanojo nari ni, 2016)

## Brani scritti per altri cantanti diI've
1. A piece of my heart (sigla di chiusura in Koi to Senkyo to Chocolate, cantata da Nami Maisaki)
2. Lead to the smile (sigla di apertura in TORABA, cantata da Rin Asami)

## Radio Shows
- portamento (1, 8, 15, 22 e 29 marzo 2008 su Nippon Cultural Broadcasting Inc. A&G Super RADIO SHOW ～アニスパ!～)
- PSI-missing (Nippon Cultural Broadcasting Inc. A&G Super RADIO SHOW ～アニスパ!～)
- The・Stage 『Departed to the future』 (14 dicembre 2008 su Nippon Cultural Broadcasting Inc. con Kotoko)
  - Replay Broadcast il 21 e il 28 dicembre su Chou!A&G+